# Médaille de la Société d'encouragement au progrès
La médaille de la Société d'Encouragement au Progrès est une distinction décernée, chaque année depuis 1908, par la Société d'encouragement au progrès. Par l'attribution d'une médaille, distincte des prix existants (prix Nobel) ou des récompenses nationales officielles, la  SEP veut encourager les services exceptionnels rendus à la cause du progrès par des personnalités ou des personnes morales. Elle est décernée chaque année.

## Échelons
Il existe 5 échelons dans la distinction :
- Médaille de bronze
- Médaille d'argent
- Médaille de vermeil
- Médaille d'Or
- Grande médaille d'Or.

La Grande médaille d'or est la plus haute distinction.

## Liste de récipiendaires

### Personnalités et institutions Médaillés
Ci-dessous une liste des personnalités et institutions médaillées :
- 1908 : Henri Farman, lieutenant de vaisseau, perfectionnements dans la construction d'appareils d'aviation
- 1909 : Maurice Jeance et Victor Colin, expérimentateurs d'appareils de téléphonie sans fil
- 1910 : Louis Lépine, préfet de police, fondateur du concours des petits fabricants et inventeurs
- 1911 : Jean Escard, ingénieur électricien, auteur de nombreux ouvrages scientifiques
- 1912 : Fernand Basty, lieutenant, application de l'électricité à l'agriculture
- 1913 : Charles Tellier, inventeur du frigorifique
- 1914 : Édouard Branly, inventeur de la télégraphie sans fil
- 1920 : Clément Ader, inventeur et constructeur de l'Avion
- 1921 : Georges Claude, travaux sur l'air liquide et la synthèse de l'ammoniaque
- 1922 : Jules-Louis Breton, nombreux travaux scientifiques, innovateur des chars d'assaut
- 1923 : Édouard Belin, inventeur du bélinographe, appareil de télégraphie par l'image
- 1924 : Louis Lumière, inventeur du cinématographe
- 1925 : Maxime Laubeuf, inventeur des sous-marins dits « submersibles »
- 1926 : Auguste Lumière, auteur de nombreuses découvertes et procédés nouveaux en thérapeutique
- 1927 : Jean-Baptiste Charcot, commandant, navigateur, explorateur
- 1928 : Expédition Citroën Centre Afrique : 2e mission Haardt-Audouin-Dubreuil
- 1929 : André Honnorat, président de la Cité internationale universitaire de Paris, président du Comité national de défense contre la tuberculose (CNDT)
- 1930 : Léon Gaumont, industriel, promoteur du cinématographe parlant
- 1931 : Louis Charles Breguet, ingénieur, constructeur d'appareils de navigation aérienne
- 1932 : Robert Esnault-Pelterie, inventeur d'appareils d'aviation, études sur les communications interplanétaires
- 1933 : Fulgence Bienvenüe, directeur des services techniques du métro de Paris
- 1934 : Arsène d'Arsonval, professeur au Collège de France, membre de l'Institut de France et de l'Académie de médecine
- 1935 : Louis Blériot, précurseur, pionnier de l'aviation à grande distance
- 1936 : Paul Séjourné, inspecteur général des Ponts et Chaussées
- 1937 : Maryse Bastié, championne féminine de vol à grande distance
- 1938 : Jean Perrin, membre de l'Institut de France, Prix Nobel de physique 1926
- 1939 : René Baschet, membre de l'Institut de France, directeur de L'Illustration
- 1947 : Jean de Lattre de Tassigny, maréchal de France
- 1948 : Gabriel Voisin, constructeur, pionnier de l'aviation et de l'automobile
- 1959 : Albert Schweitzer, philosophe, théologien, docteur en médecine, historien, Prix Nobel de la paix 1952
- 1960 : Raoul Nordling, consul général honoraire de Suède, sauveur de Paris, membre de l'Académie d'histoire
- 1961 : Marcel Pagnol, membre de l'Académie française
- 1962 : Louis de Broglie (duc), Prix Nobel de physique, secrétaire perpétuel de l'Académie des sciences, membre de l'Institut
- 1963 : Jacqueline Auriol, pilote d'essai, championne du monde de vitesse (Mach 2 en 1960)
- 1964 : Société française des ingénieurs d'outre-mer
- 1965 : Paul-Émile Victor, expéditions polaires
- 1966 : Jérôme Carcopino, membre de l'Académie française et de l'Académie des inscriptions et belles-lettres
- 1967 : François Jacob, André Lwoff et Jacques Monod, Prix Nobel de médecine 1965
- 1968 : Jules Romains, membre de l'Académie française
- 1969 : Alfred Kastler, membre de l'Institut, Prix Nobel de physique 1966
- 1970 : Georges Héreil, Président Directeur de Simca, administrateur et vice-président de Chrysler Corporation
- 1970 : Francis Perrin, professeur, membre de l'Institut (promotion exceptionnelle)
- 1971 : Maurice Genevoix, secrétaire perpétuel de l'Académie française
- 1972 : Louis Leprince-Ringuet, professeur, membre de l'Académie française et de l'Académie des sciences
- 1973 : Jacques-Yves Cousteau, commandant, directeur du Musée océanographique de Monaco
- 1974 : Robert de Vernejoul, membre de l'Institut et de l'Académie de médecine
- 1975 : André Chamson, membre de l'Académie française
- 1976 : Avion franco-britannique Concorde  (promotion exceptionnelle)
- 1976 : Albert Caquot, ancien président de l'Académie des sciences
- 1977 : Ligue nationale contre le cancer
- 1977 : Fondation Calouste-Gulbenkian, Lisbonne, Portugal (promotion exceptionnelle)
- 1978 : Jean Guitton, membre de l'Académie française
- 1979 : Jean Mistler, membre de l'Académie française
- 1980 : Institut Pasteur : fondation
- 1981 : Comédie-Française
- 1981 : Abel Gance, metteur en scène et inventeur avec André Debrie du triple écran “Triptyque” (Promotion exceptionnelle)
- 1982 : Jean Dausset, professeur, Prix Nobel de médecine 1980, membre de l'Institut
- 1983 : Collège de France
- 1984 : Mário Soares, ancien premier ministre du Portugal (promotion exceptionnelle)
- 1985 : Fusée Ariane (Centre national d'études spatiales)
- 1986 : Conservatoire national des arts et métiers
- 1987 : Jean Bernard professeur, de l'Académie française, membre de l'Académie des sciences
- 1988 : Jean-Marie Lehn professeur, Prix Nobel de chimie 1987, membre de l'Institut
- 1989 : Société nationale de sauvetage en mer (promotion exceptionnelle)
- 1989 : Henri Ziegler, ingénieur général de l'Air
- 1990 : Jean-Loup Chrétien, général, premier cosmonaute français
- 1991 : Christiane Desroches Noblecourt, inspecteur général honoraire des Musées nationaux (Promotion exceptionnelle)
- 1991 : Théodore Monod, membre de l'Institut, archéologue, géologue
- 1992 : Roland Moreno, inventeur de la carte à puce
- 1993 : Luc Montagnier, professeur, chercheur à l'Institut Pasteur
- 1994 : Jean-François Deniau, de l'Académie française, écrivain, humaniste
- 1995 : Édouard Bonnefous, chancelier honoraire de l'Institut de France
- 1996 : René Monory, président du Sénat, concepteur du Futuroscope de Poitiers
- 1997 : Jacques Servier, Président Directeur Général de laboratoires
- 1998 : Éric Tabarly, navigateur, innovateur dans l'architecture maritime
- 1998 : Nicole Le Douarin, membre du Collège de France
- 1999 : François Michelin, Président Directeur Général
- 2000 : Dimítris Avramópoulos, maire d'Athènes
- 2000 : Michel Siffre, spéléologue
- 2001 : Pierre Cardin, couturier
- 2002 : Louis Schweitzer, Président Directeur Général de Renault
- 2003 : Yvon Gattaz, président d'honneur du MEDEF, président d'honneur ASMEP, président Jeunesse-Entreprise
- 2004 : Mario Colaiacovo, président de la SAGEM
- 2004 : Byron Janis, pianiste
- 2005 : Pierre Clostermann, as de la guerre 1939-1945, député, écrivain
- 2005 : Ida Genty-Rossi, héroïne de la Résistance intérieure française
- 2006 : Jacques Soulas, président d'honneur de la SEP
- 2007 : Claude Allègre, membre de l'Académie des sciences, ministre de l'Éducation nationale, écrivain
- 2008 : Christian Poncelet, président du Sénat
- 2009 : Anne d'Ornano, président du Conseil général du Calvados
- 2010 : Nicole Ameline, ministre de la parité, vice-présidente de la Commission des Droits de l-homme à l'ONU.
- 2011 : François d'Orcival, journaliste rédacteur en chef, membre de l'Institut
- 2012 : Valérie André, médecin général inspecteur, pilote militaire d'hélicoptères et d'avions
- 2012 : André Gernez, médecin militaire, chercheur de notoriété internationale
- 2013 : Jean-Claude Chermann, professeur, co-découvreur du virus du SIDA
- 2013 : Line Renaud, artiste, comédienne, humaniste
- 2014 : Bernard Mousson, président de la S.E.I.N
- 2014 : Christiane Peugeot, artiste, écrivain, mécène.
- 2015 : Martine Allart-Boquet, artiste peintre pastelliste, commissaire et organisatrice de salons internationaux.
- 2015 : Jean-François Roubaud, chef d'entreprise, président de la CGPME.
- 2017 : Catherine Maunoury, présidente de l'Aéro-Club de France
- 2017 : Pierre Chanoine-Martiel, président d'honneur émérite SEP
- 2018 : Martine Leynaud Kieffer, journaliste et présidente de l'Association « Toutes à l'école »
- 2018 : Luc Ferry, philosophe, écrivain, ancien ministre de la Jeunesse, de l'Éducation nationale et de la Recherche
- 2019 : Cécile Ladjali, enseignante, écrivain et femme de lettres française
- 2019 : Jean-Pierre Raffarin, premier ministre, ministre des petites et moyennes entreprises, créateur de la fondation Leaders pour la paix
- 2020 : Hélène Carrère d'Encausse, secrétaire perpétuel de l'Académie française, écrivain
- 2020 : Thomas Pesquet, astronaute, pilote d'essai, pilote de ligne, ingénieur aéronautique
- 2021 : Emmanuelle Charpentier, Prix Nobel de Chimie (remis lors de la cérémonie 2023)
- 2022 : Stéphane Bancel[2], directeur de Moderna
- 2022 : Jacques Rougerie[2], membre de l'Institut, architecte, Président de SeaOrbiter
- 2023 : Élyzabeth Ducottet[3], président directeur général de Thuasne
- 2023 : Rosa Cossart[3], biologiste spécialiste de l'étude des neurones impliqués dans la mémoire

- 2024 : Albert II, prince de Monaco